# Cuha
A Cuhai-Bakony-ér a Bakony egyik legjelentősebb patakja, a Duna jobb oldali mellékvize Magyarországon. Az Eplény község területén eredő patak észak felé folyik, majd 81 kilométer megtétele után Gönyűt elhagyva éri el a Dunát. A patak fölső, hegyvidéki szakaszát „Cuhának” nevezik, míg a Dudari-patak beömlése alatti, zömmel síkságon haladó részét „Bakony-érnek”. Az Öreg-Bakonyban eredő Cuha meredek sziklafalak között kanyargó vadregényes szurdokvölgye Porva-Csesznek vasútállomás és Vinye között húzódik. A patak mentén fut az 1896-ban megnyitott, eredetileg ipari célú Győr–Veszprém-vasútvonal, melynek látványos hegyvidéki szakasza alagutakkal, völgyhidakkal tűzdelt. A Cuha-völgy népszerű kirándulóhely, ahol többek közt a sziklamászók is találnak e sportághoz megfelelő sziklafalakat. A patak mentén fekvő Zirc apátsága, valamint a Zirci Arborétum Természetvédelmi Terület ugyancsak kedvelt turisztikai célpontok. Több turistaút hálózza be a környező hegyvidéket. A patak a Komárom-Esztergom vármegyei Rédénél éri el a Kisalföldet, majd Gönyűnél torkollik a Dunába.
A patakban huszonöt halfaj él, melyből öt védett, míg partjai mentén számos védett növényfaj talál megfelelő élőhelyre.

## Nevének etimológiája
Neve szláv eredetű, etimológiailag azonos a Szuha pataknévvel; jelentése száraz, azaz nyaranta kiszáradó vízfolyás.

## Földrajz

### Vízrajza

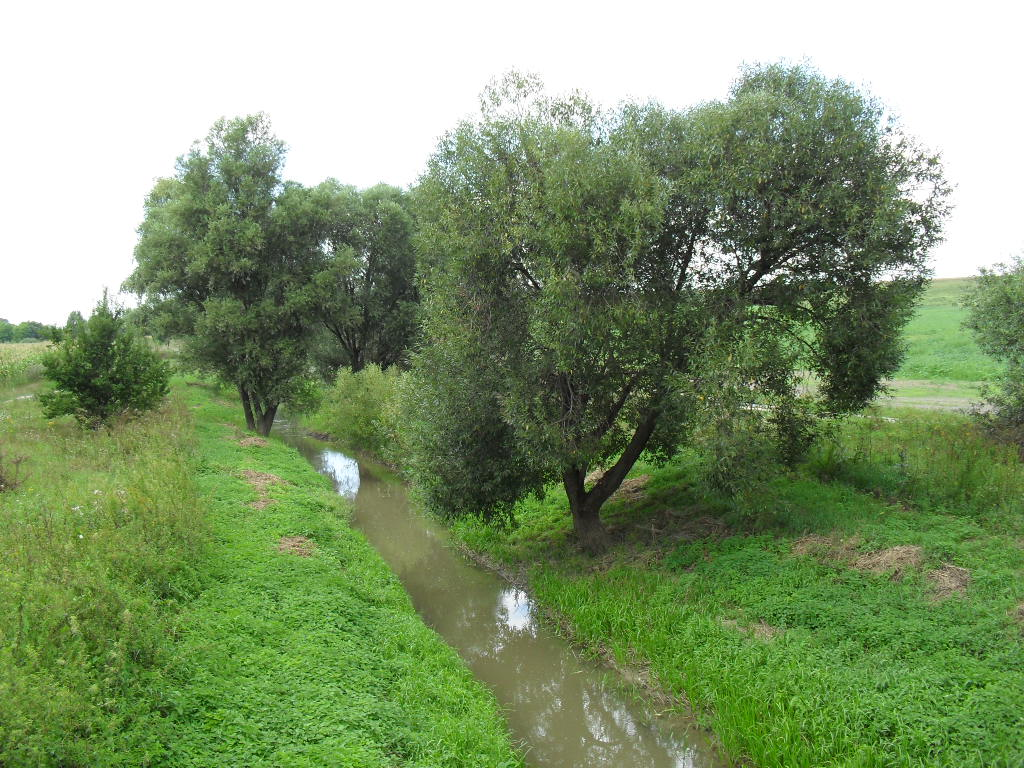
A Bakony-ér (Cuha) Bőny határában

A patak Eplénytől északnyugatra ered mintegy 423 méteres tengerszint feletti magasságban a Kávás-tető északi oldalában, a Kávás-földek területén. Forrásától kezdve észak felé halad. Olaszfalunál torkollik belé nyugati irányból a Király-patak. Az Éles-hegy előtt, nyugat felől beletorkollik a Csárda-völgy felől érkező Csárdavölgyi-ér. Vinye után a patak északkelet felé veszi az irányt, átvág a Zsidó-réten, majd a Pakucs pihenőnél torkollik bele a nyugati irányból érkező Hódos-ér. Bakonyszentlászló keleti határában dél felől érkezik a patakba torkolló Dudari-patak.
Rédétől délre a Lesalja majornál torkollik bele a kelet felől érkező Hajmás-patak, majd nyugat felől a Sáfrányos-árok. Itt fordul ismét északi irányba. Réde északi részén torkollik bele a Herman–kút-ér és az Egres-árok vize. Innentől északnyugati irányban halad tovább.
Bakonybánktól délkeletre fogadja magába a délkelet felől érkező Sáros-eret, míg a falu keleti szélén a kelet felől érkező Murva–hegyi-vízfolyást. Bana és Bőny közt torkollik bele dél felől a Hideg-ér. Bőnytől északnyugatra fogadja magába a Csizmadia-árok vizét.
Nagyszentjánostól északnyugatra torkollik belé a Székes-patak vize és itt fordul ismét észak felé a patak medre. Végül Gönyűnél torkollik a Dunába a Kis–Erebe-szigettel szemben.
Vízhozama átlagosan 1,55 m³/s, ami csapadékosabb idő esetén akár 40 m³/s-ra is emelkedhet. Ártere négyezer hektáron terül el. A patak hossza a forrástól a torkolatig 81 km és vízgyűjtő területe 547 négyzetkilométer.
A patak legnagyobb vízállása Bakonybánknál 314 cm volt 1970. január elsején.

### Településföldrajza

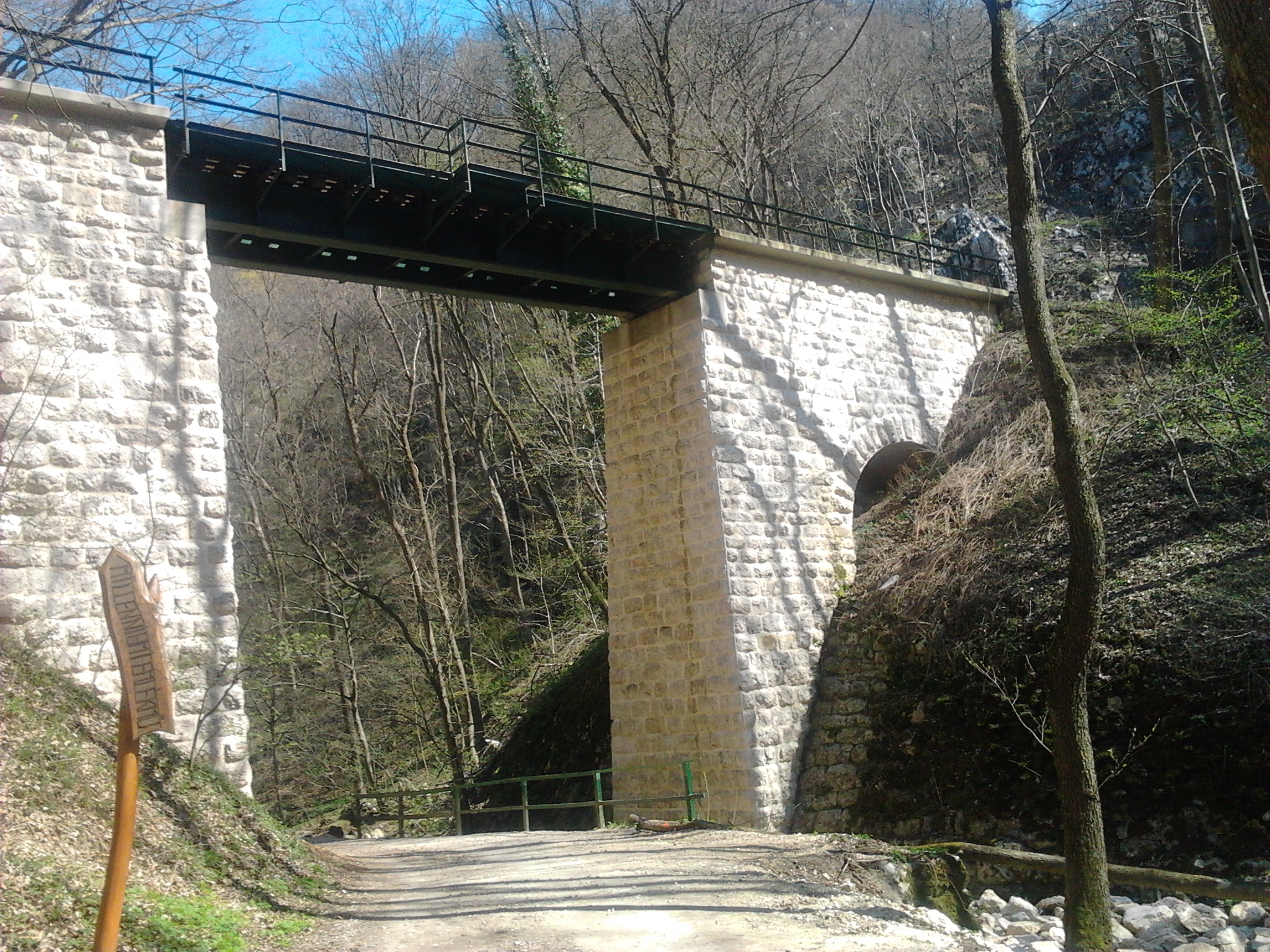
A Gubányi Károly viadukt a Cuha-völgyben

A patak a Veszprémi járásban ered, Veszprém vármegye területén. Innen észak felé folyik a Zirci járáson keresztül.
A Vinye és a Porva-Csesznek vasútállomás közt fekvő Cuha-völgy a patak által magas sziklák közé vájódott szurdok az Öreg-Bakony egyik nevezetes látnivalója. A vadregényes szurdokon halad a Győr–Veszprém-vasútvonal.
Veszprém vármegyét és ezzel együtt a Közép-Dunántúli régiót Vinye előtt hagyja el, Porva külterületén, majd innentől a Pannonhalmi járásban folyik tovább, a Nyugat-Dunántúli régióban.
Veszprémvarsánytól délre keresztezi a patak medrét a 82-es főút. Réde határában éri el a Komárom–Esztergomi-síkságot és egyúttal a Kisalföld területére is itt lép a patak. Ugyanitt érkezik meg a Cuha a Kisbéri járás és egyben Komárom-Esztergom vármegye területére (visszatér a Közép-Dunántúlra). Az ezt követő szakaszán a patak Győr-Moson-Sopron és Komárom-Esztergom vármegyék határvidékén folyik tovább. Itteni útvonala során a megyehatár mellett halad, néha vissza is tér Győr-Moson-Sopronba. Mezőörs délkeleti szélén a patak vonalát a 81-es főút keresztezi.
Bana és Bőny között, a Hideg-ér torkolatánál van Győr-Moson-Sopron és Komárom-Esztergom vármegye határa is. Innentől a patak a Győri járás területén halad tovább egészen a torkolatáig. Nagyszentjános és Bőny közt halad át a patak felett az M1-es autópálya. Nagyszentjánostól nyugatra keresztezi a Budapest–Hegyeshalom–Rajka-vasútvonal.
A patak tehát három vármegye öt járásán keresztül éri el torkolatát, miközben 11 település közelében halad el útja során, valamint két régió területét érinti. A legnagyobb település a vízfolyás mentén Zirc városa 6900 főt meghaladó népességével. A patak mentén elhelyezkedő települések összlakossága meghaladja a 20 300 főt, ebből Veszprém vármegyében 8450, Komárom-Esztergomban 4950, Győr-Moson-Sopronban 6900 fő él. A legkisebb lélekszámú lakott település a Cuha mentén Bakonybánk község.

### Turistautak

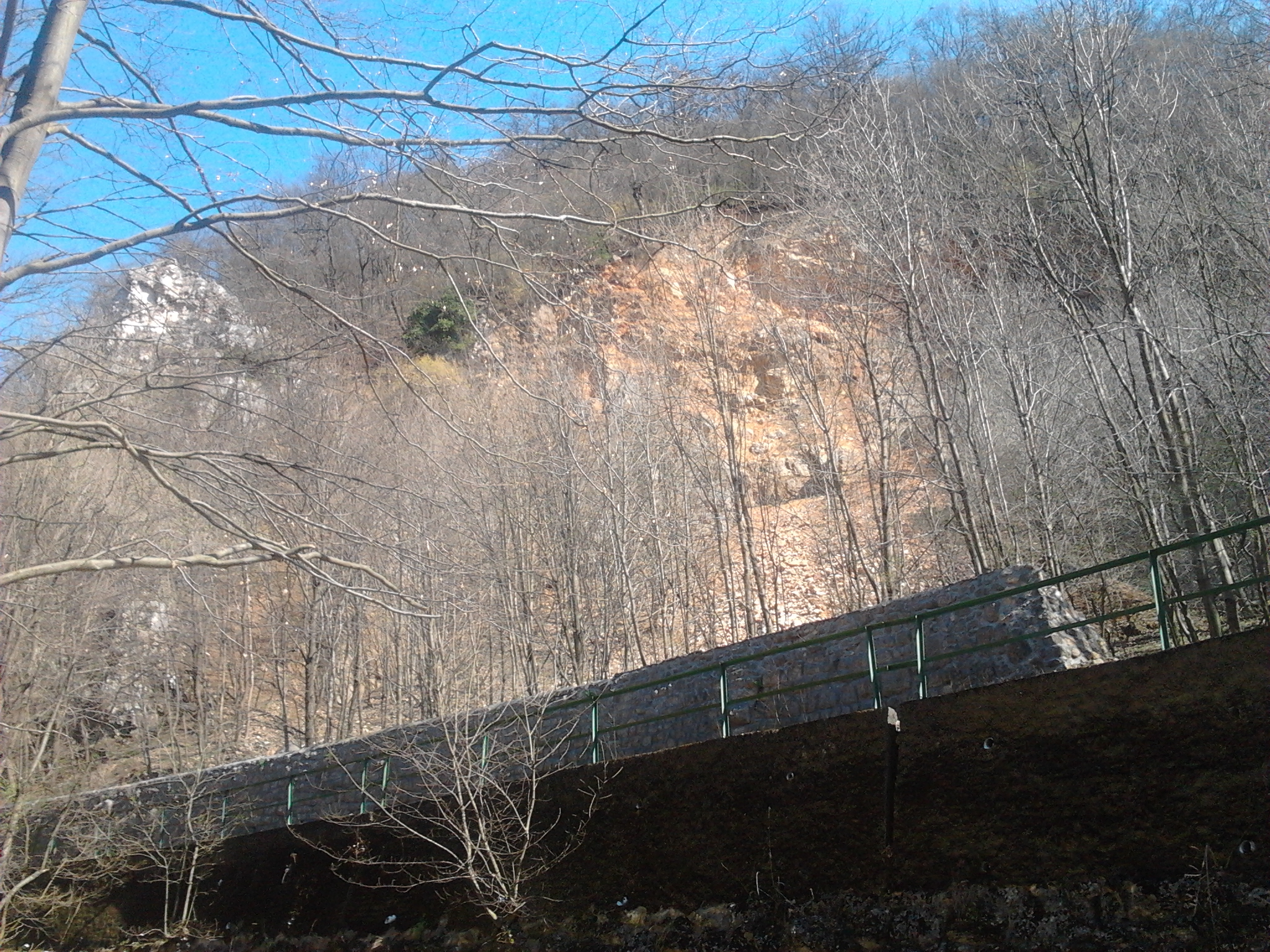
A Cuha-völgy az Alsó-Porvai alagútnál

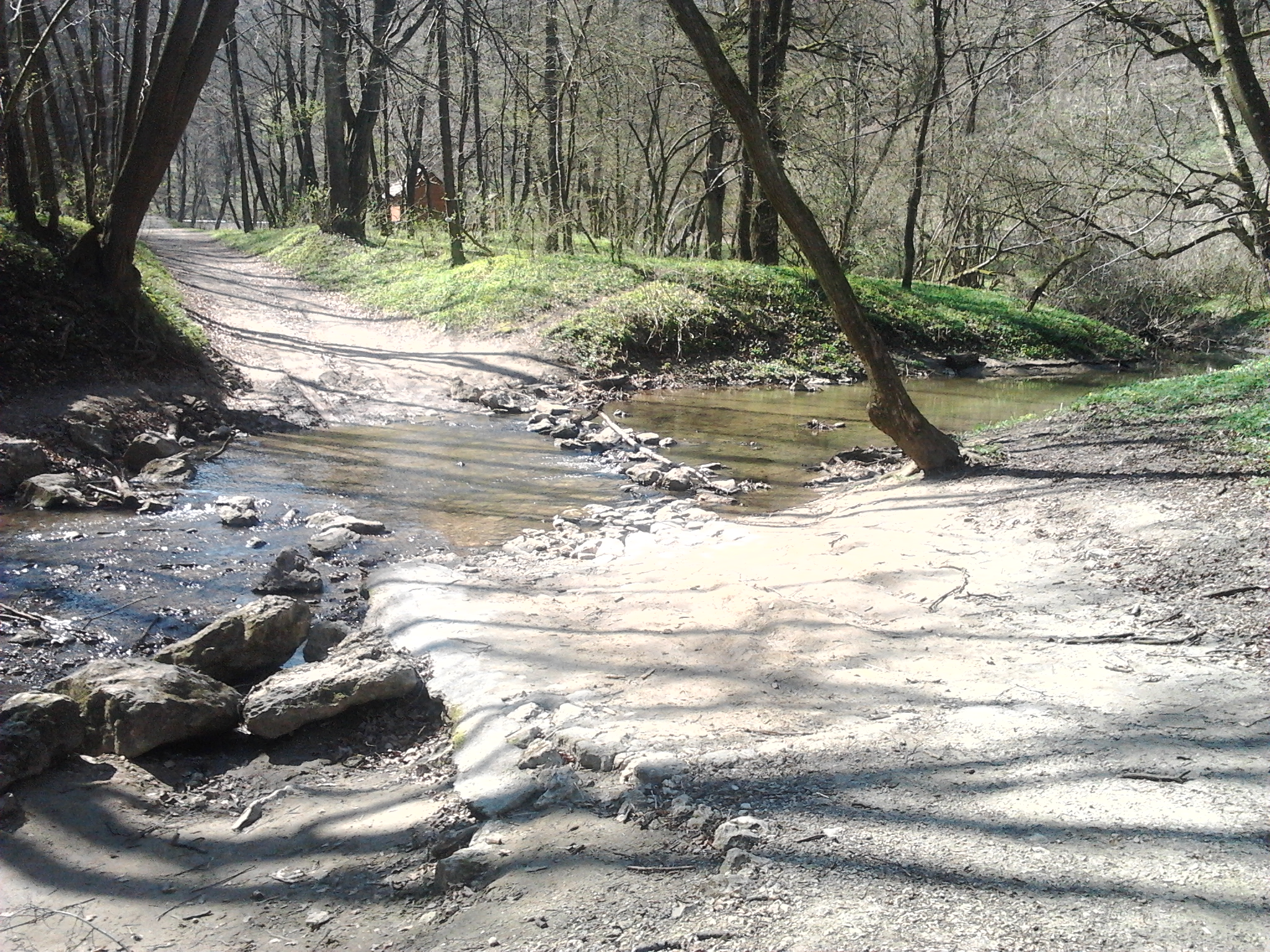
A patakot keresztező turistautak gyakran gázlókon keresztül vezetnek

A Cuha-völgy kedvelt turistacélpont. A környéken sokféle gyalog- és biciklitúra-lehetőséggel találkozhatunk. Kiépített tanösvényen járhatunk végig, a kijelölt tűzrakóhelyeken pedig szalonnasütés is lehetséges. A szurdokon végighalad a Közép-Dunántúli Piros turistaútvonal, amelynek ezen szakaszának érdekessége, hogy a patak többször keresztezi az utat, híd nélkül. (Köveken ugrálva megoldható az átkelés). Megközelítése: Legkönnyebben vonattal a Győr–Veszprém-vasútvonalon, de autóval is érkezhetünk a 82-es főúton, Veszprém-Zirc vagy Győr felől.
Zirc északi részén, a Kardosrétnél éri el a patak völgyét a bakonyi piros sáv jelzésű turistaút, valamint a Mária-út. A Kardosréttől közvetlen északra a Szesztra-hegy 460 méter magas orma magasodik, míg a patak nyugati oldalán a Molnár-hegy 410 méter magasságú tömbje emelkedik. A Mária-út a Fekete-érnél kelet felé elhagyja a patak vonalát. Ugyanitt, ám a patak nyugati oldalán emelkedik a 453 méter magas Bocskor-hegy. A Bocskor-hegyet követően, de még a Csárda-völgyet el nem érve, északkelet felé le lehet térni a piros négyzet jelzésű turistaútra, amely Károlyházára visz. A Bocskor-hegy és az Éles-hegy közt húzódó Csárda-völgy torkolatával szemben van a patak keleti oldalán az 515 méter magas Cuha-hegy.
A patak nyugati partján húzódó 445 méter magas Éles-hegyet követően a Porva-Csesznek megállóhelynél van lehetőség nyugat felé a sárga + jelzésű turistaútra, míg délnyugat felé a zöld sáv jelzésű turistaútra letérni, ami Bakonybél település irányába vezet. A vasútállomás mögötti hegy a Kopasz-hegy. Vinyétől délre, a patak nyugati oldalán emelkedik az Iszka 455 méter magas csúcsa, tőle délnyugatra pedig a szintén 455 méter magas Kesellő-hegy található. A patak nyugati oldalán fekvő Iszka-hegy és Vinye közt, a Cuha keleti részén fekszik a 494 méter magas Zörög-tető. A Győr–Veszprém-vasútvonal ezen szakaszán két viadukt és három alagút található. A piros sáv jelzésű turistajelzés Vinyénél nyugat felé fordul és innentől kezdve, egészen az Ördög-rétig nem követi tovább a patak vonalát. A Kőpince-barlang Vinyétől keletre található.
Vinyétől kezdve egy rövid szakaszon a sárga sáv jelzésű turistaút, a zöld sáv jelzésű turistaút, valamint Vinye és az Ördögrét közt a piros + jelzésű turistaút halad a patak mentén. Előbbi kettő a Zsidó-rét előtt kelet felé folytatódik és nem haladnak tovább a patak mentén. A piros + jelzésű turistaút, valamint a sárga + jelzésű turistaút a Zsidó-réttől együtt haladva követik a patakot. Majd a Pakucs pihenőtől kezdve a sárga + jelzésű turistaút nyugat felé elhagyja a patak vonalát. A Pakucs pihenő után a patak keleti oldalán emelkedik a Kenyeri-hegy. A Kenyeri-hegyet megkerülve, de még az Ördög-rét előtt a pataktól délre található a Zsivány-barlang. Innen tovább haladva a pataktól északra fekszik a Remete-barlang. Ezt követően ér el a vízfolyás az Ördög-rétre.
Az Ördög-rétnél nyugatnak kanyarodik a piros + jelzésű turistaút, ám a piros sáv jelzésű turistaút útvonala újra a patak medrét követi, egészen a 83107-es számú közútig, mely Bakonyszentlászlót köti össze Bakonyszentkirállyal. A piros sáv jelzésű turistaút itt délnek fordul.

## Élővilága

### Flórája

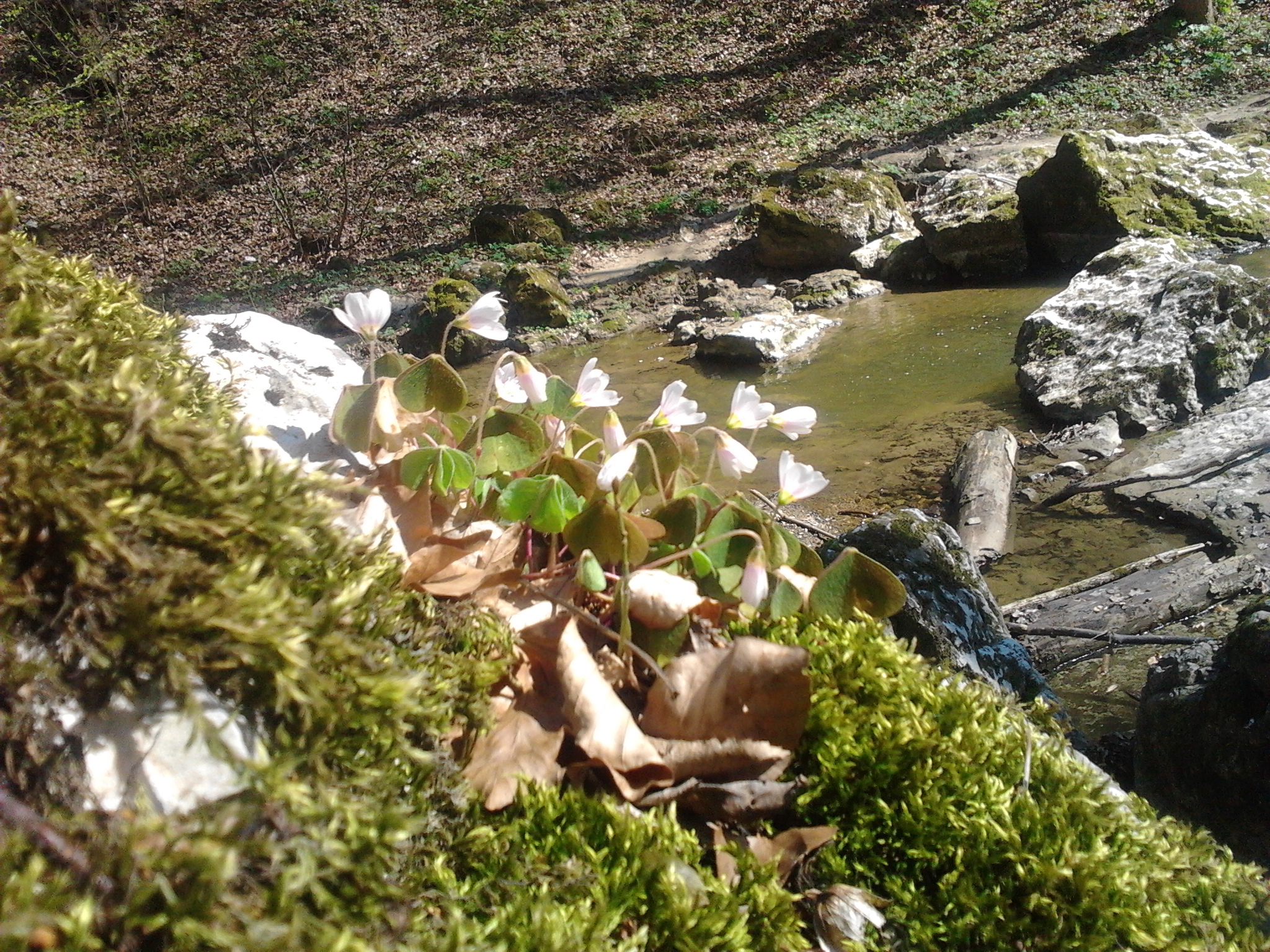
Tavaszi virág a Cuha medrében egy ciprusmohákkal borított sziklán

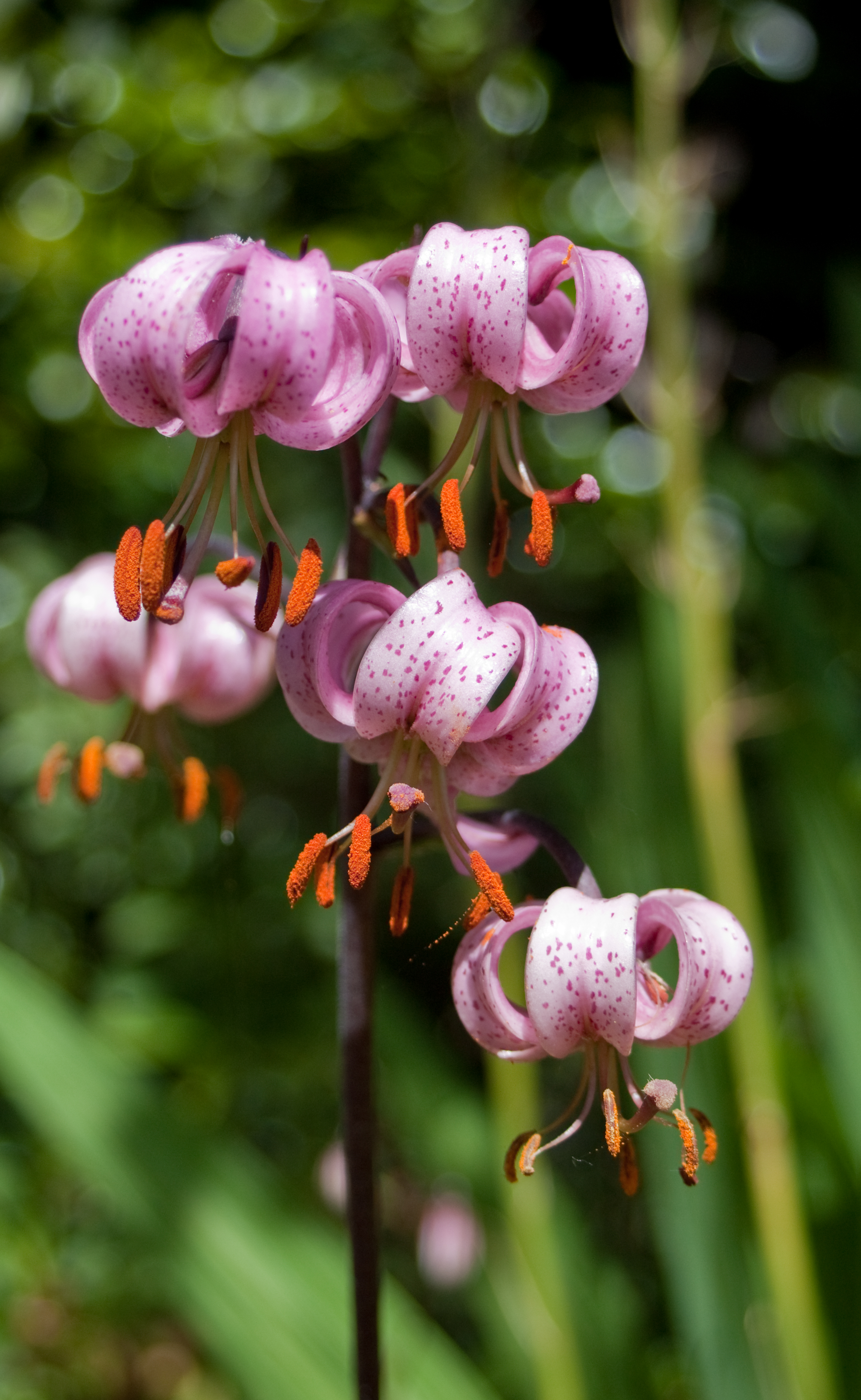
Turbánliliom virága

A Bakonyszentlászló, Bakonyszentkirály, Porva, Csesznek, Zirc által határolt mintegy 2037 hektárnyi kiterjedésű, légvonalban 10 kilométer hosszú Cuha-völgy növénytakaróját 423 hajtásos növényfaj alkotja. Többnyire bükkösök, szurdokerdők, törmeléklejtő erdők, bükkös sziklaerdők, mészkedvelő tölgyesek ölelik körbe a patak medrét. Zirc irányában égerligetek szegélyezik a patakot, melyek helyét a város irányában kiszélesedő völgyben főleg özönnövények foglalják el, mint például a bíbor nebáncsvirág (Impatiens glandulifera), valamint a kaukázusi medvetalp (Heracleum mantegazzianum).
A Cuha-völgy növényfajait többek közt a farkasölő sisakvirág (Aconitum vulparia), szagos párlófű (Agrimonia procera), kígyóhagyma (Allium scorodoprasum), havasi turbolya (Anthriscus nitidus), erdei tündérfürt (Aruncus dioicus), magyar pikkelypáfrány (Asplenium javorkeanum), gímpáfrány (Asplenium scolopendrium), csillagőszirózsa (Aster amellus), nádtippan (Calamagrostis epigeios), mocsári gólyahír (Caltha palustris), szártalan bábakalács (Carlina acaulis), Triumfetti-imola (Centaurea triumfettii), fehér madársisak (Cephalanthera damasonium), kardos madársisak (Cephalanthera longifolia), aranyos veselke (Chrysosplenium alternifolium), farkasboroszlán (Daphne mezereum), réti szegfű (Dianthus deltoides), szálkás pajzsika (Dryopteris carthusiana), magyar repcsény (Erysimum odoratum), kikeleti hóvirág (Galanthus nivalis), Szent László-tárnics (Gentiana cruciata), kisvirágú nebáncsvirág (Impatiens parviflora), gömbös kövirózsa (Sempervivum globiferum), tarka lednek (Lathyrus venetus), turbánliliom (Lilium martagon), erdei holdviola (Lunaria rediviva), fehér perjeszittyó (Luzula luzuloides), kapcsos korpafű (Lycopodium clavatum), egyvirágú gyöngyperje (Melica uniflora), mohos csitri (Moehringia muscosa), fürtös gyöngyike (Muscari racemosum), madárfészek kosbor (Neottia nidus-avis), erdei madársóska (Oxalis acetosella), közömséges falgyom (Parietaria officinalis), fehér sarkvirág (Platanthera bifolia), karéjos vesepáfrány (Polystichum aculeatum), ezüst pimpó (Potentilla argentea), indiai szamóca (Potentilla indica), hibrid kankalin (Primula × brevistyla), szártalan kankalin (Primula vulgaris), kis körtike (Pyrola minor), havasi ribiszke (Ribes alpinum), közönséges erdeikáka (Scirpus sylvaticus), bozontos csukóka (Scutellaria columnae), piros mécsvirág (Silene dioica), magas aranyvessző (Solidago gigantea), nagy csalán (Urtica dioica) alkotja.
Ezek közül védett növényfaj hazánkban a farkasölő sisakvirág, a havasi turbolya, az erdei tündérfürt, a gímpáfrány, a csillagőszirózsa, a szártalan bábakalács, a fehér madársisak, a kardos madársisak, a farkasboroszlán, a szálkás pajzsika, a kikeleti hóvirág, a Szent László-tárnics, a gömbös kövirózsa, a turbánliliom, az erdei holdviola, a kapcsos korpafű, a madárfészek kosbor, a fehér sarkvirág, a szártalan kankalin, valamint a piros mécsvirág.
A patak menti erdőket a következő fafajok alkotják: hegyi juhar (Acer pseudoplatanus), közönséges gyertyán (Carpinus betulus), európai bükk (Fagus sylvatica), magas kőris (Fraxinus excelsior), európai vörösfenyő (Larix decidua), közönséges lucfenyő (Picea abies), erdeifenyő (Pinus sylvestris), csertölgy (Quercus cerris), kocsánytalan tölgy (Quercus petraea), vörös tölgy (Quercus rubra).

### Faunája

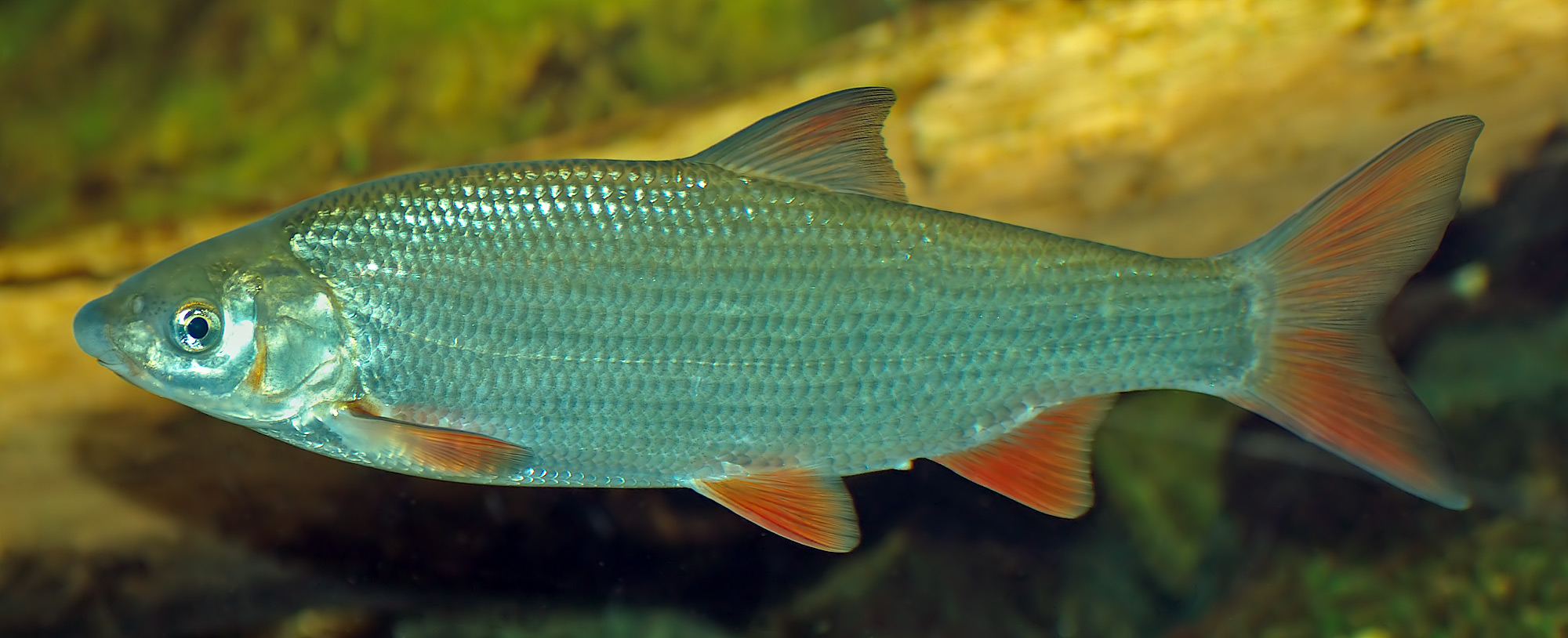
Paduc

A Cuha-patakban a következő halfajok élnek: bodorka (Rutilus rutilus), vörösszárnyú keszeg (Scardinius erythrophthalmus), nyúldomolykó (Leuciscus leuciscus), domolykó (Leuciscus cephalus), jászkeszeg (Leuciscus idus), szélhajtó küsz (Alburnus alburnus), sujtásos küsz (Alburnoides bipunctatus), karikakeszeg (Abramis bjoerkna), dévérkeszeg (Abramis brama), paduc (Chondrostoma nasus), fenékjáró küllő (Gobio gobio), halványfoltú küllő (Gobio albipinnatus), kínai razbóra (Pseudorasbora parva), szivárványos ökle (Rhodeus sericeus), ezüstkárász (Carassius gibelio), vágó csík (Cobitis elongatoides), kövi csík (Barbatula barbatula), menyhal (Lota lota), csapósügér (Perca fluviatilis), fogassüllő (Sander lucioperca), folyami géb (Neogobius fluviatilis), csupasztorkú géb (Neogobius gymnotrachelus), kessler-géb (Neogobius kessleri), feketeszájú géb (Neogobius melanostomus), tarka géb (Proterorhinus marmoratus).
Ezek közül a halványfoltú küllő, a sujtásos küsz, a szivárványos ökle, a kövi csík, valamint a vágó csík védett halfajok hazánkban.
A patak mentén élő védett állatfajok a következők: sárgahasú unka (Bombina variegata), forrásánál barna varangy (Bufo bufo), a Zörög-tetőn fürge gyík (Lacerta agilis), Vinye környékén fali gyík (Podarcis muralis), lábatlan gyík (Anguis fragilis), a Zirci Arborétumban európai mókus (Sciurus vulgaris), Porván, a Csárda-tetőn mogyorós pele (Muscardinus avellanarius), nagy pele (Glis glis).

## Települések a patak mentén

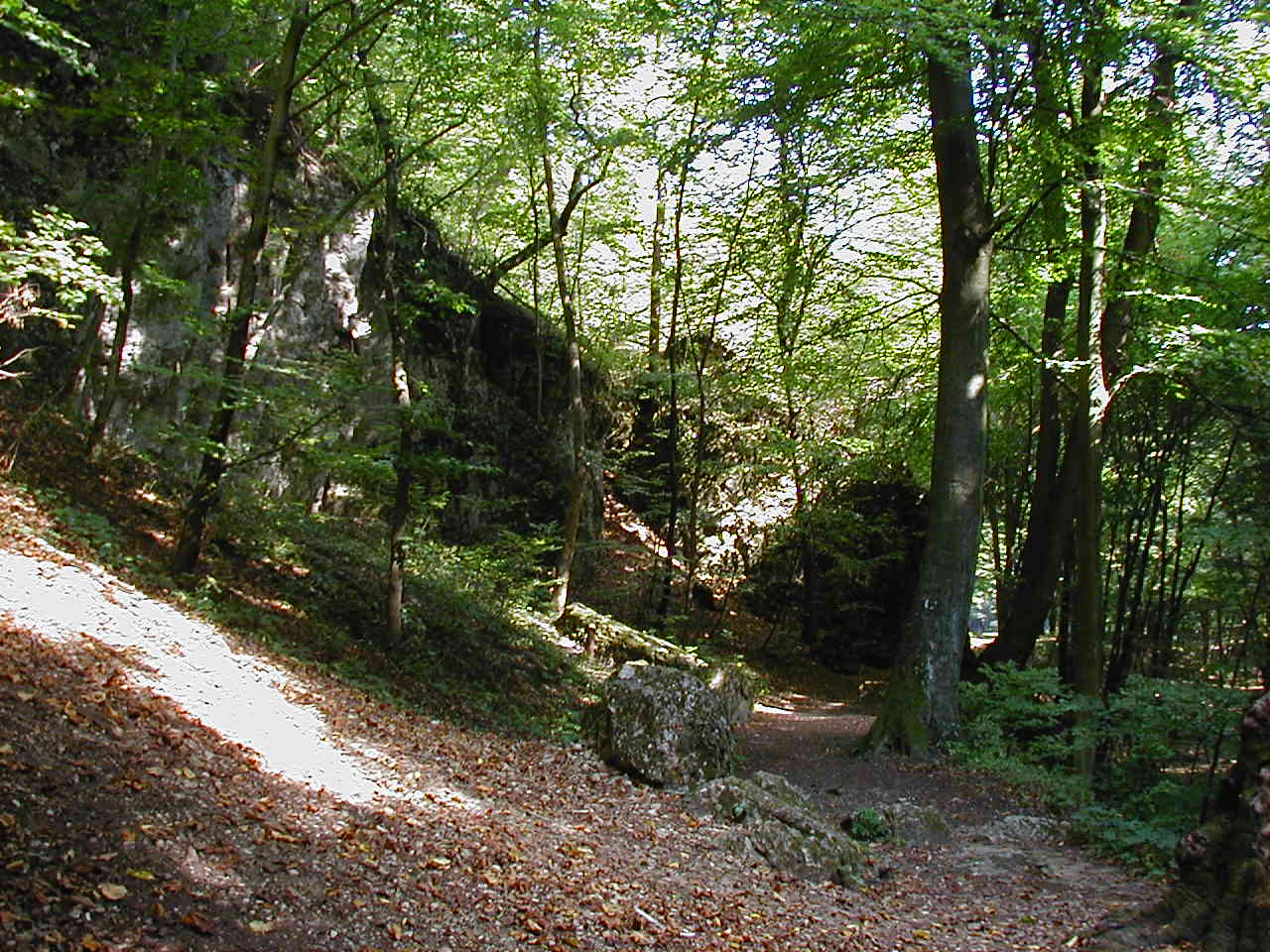
A Cuha-völgy Bakonyszentlászló mellett

- Eplény
- Olaszfalu
- Zirc
- Bakonyszentlászló
- Réde
- Bakonybánk
- Mezőörs
- Rétalap
- Bana
- Bőny
- Gönyű

## Természetvédelem
A Cuha-patak környezetében található a Fenyőfő település külterületén fekvő Fenyőfői Ősfenyves Természetvédelmi Terület. A homoktalajon élő a erdeifenyőkből (Pinus sylvestris) álló fenyves tápanyagban szegény talajon szinte egyeduralkodó növénynek számítanak a fafajok közt, melyek aljnövényzetében keverednek a szárazabb, melegebb, alföldi homokos élőhelyeket kedvelő, illetve a hűvösebb, nedvesebb, hegyvidéki élőhelyeket kedvelő lágyszárúak. A természetvédelmi oltalom alatt álló vidék 1954 óta kiemelten védett terület.
A patak mentén kiépített szennyvízelvezető hálózattal a következő települések rendelkeznek: Zirc, Porva, Bakonyszentlászló, Réde, Bakonybánk, Bana, Bőny, Gönyű és Nagyszentjános. A napi átlag 126 m³ terheléssel működő bakonyszentlászlói szennyvíztisztító telepen háromlépcsős szennyvíztisztítást végeznek. A tisztítási folyamat végén visszamaradó iszapot a mezőgazdaság hasznosítja.

## Képek a patakról

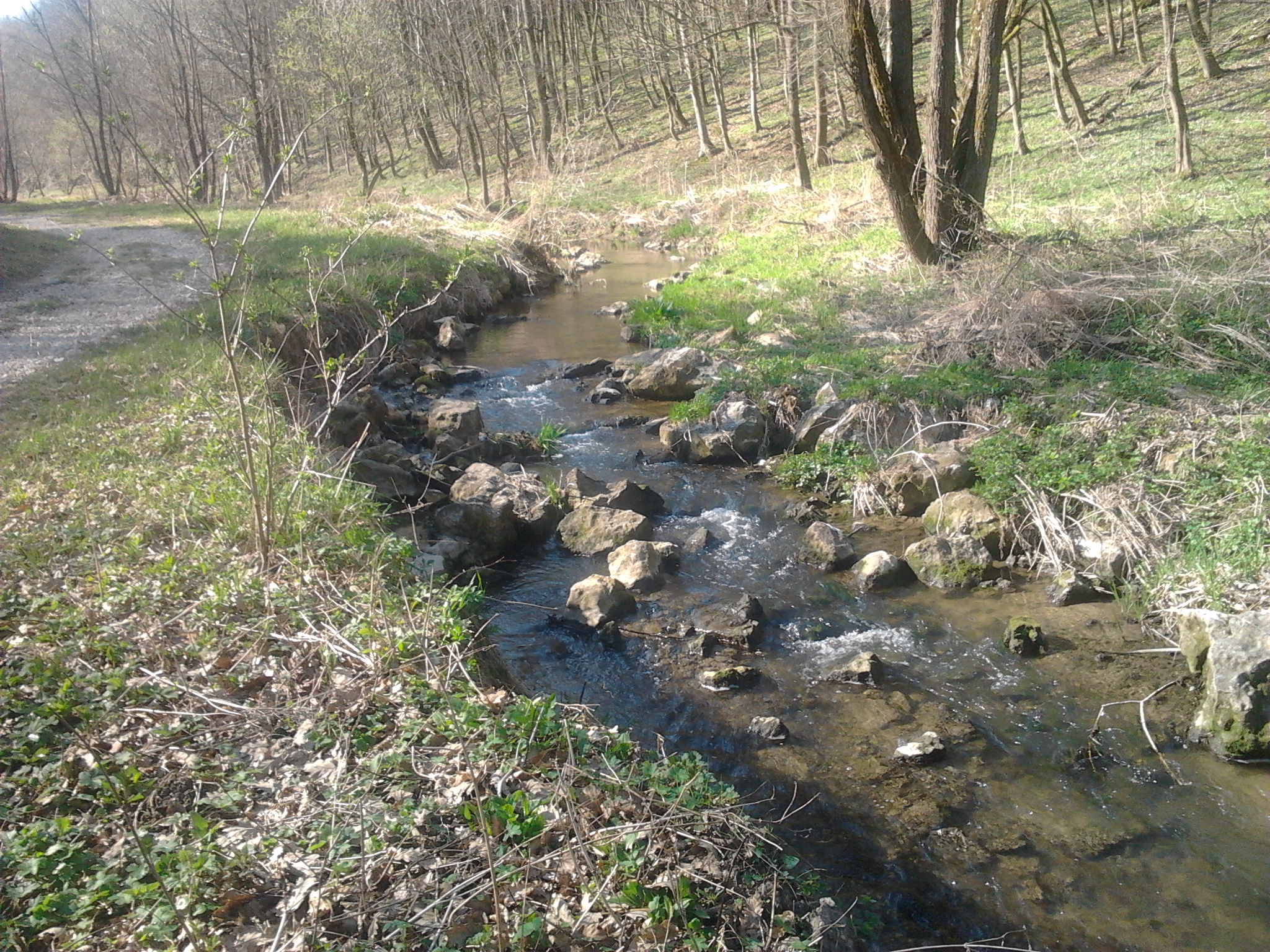
A Cuha-patak Zirc után
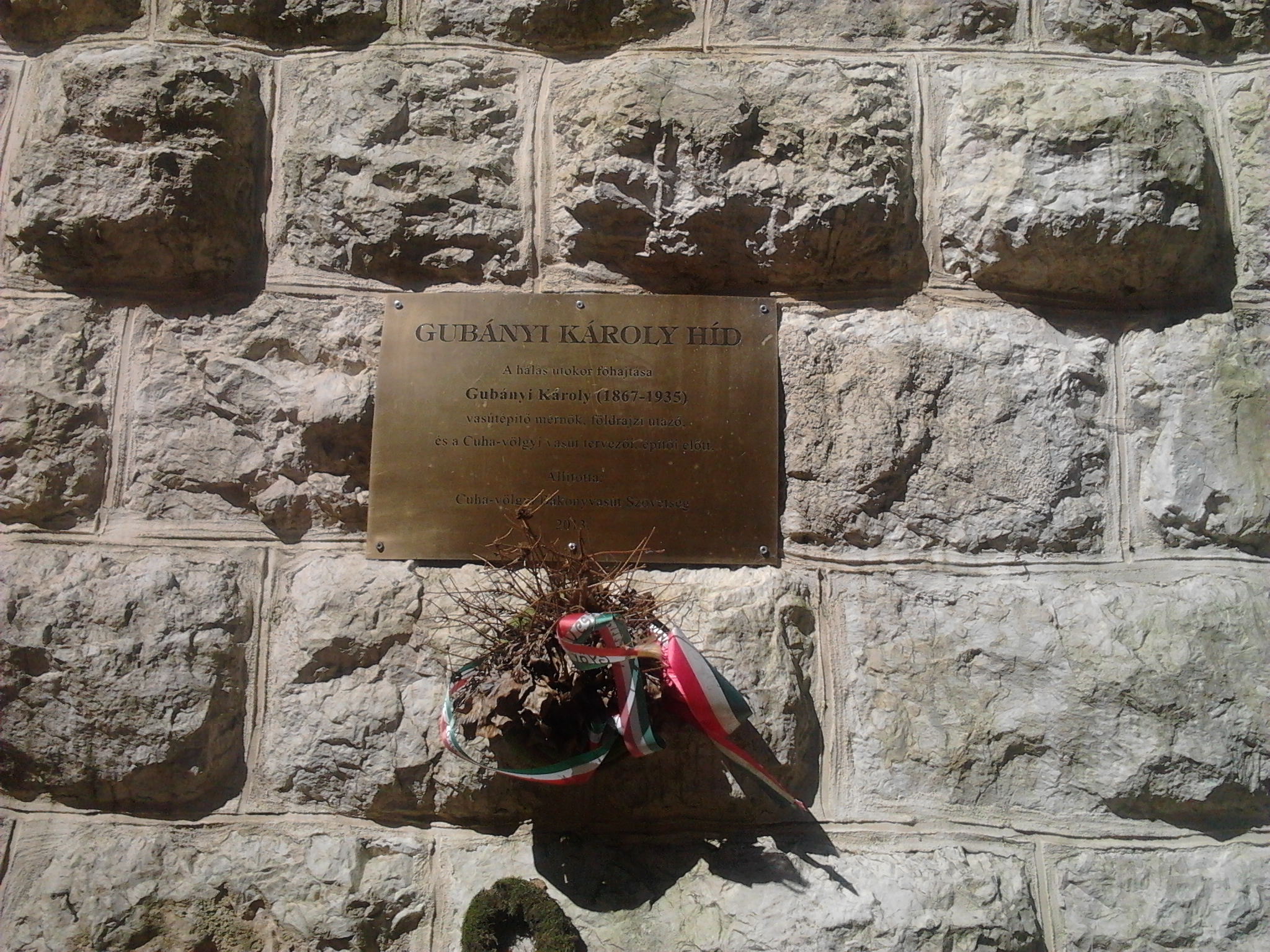
Emléktábla a Gubányi Károly viadukt pillérén
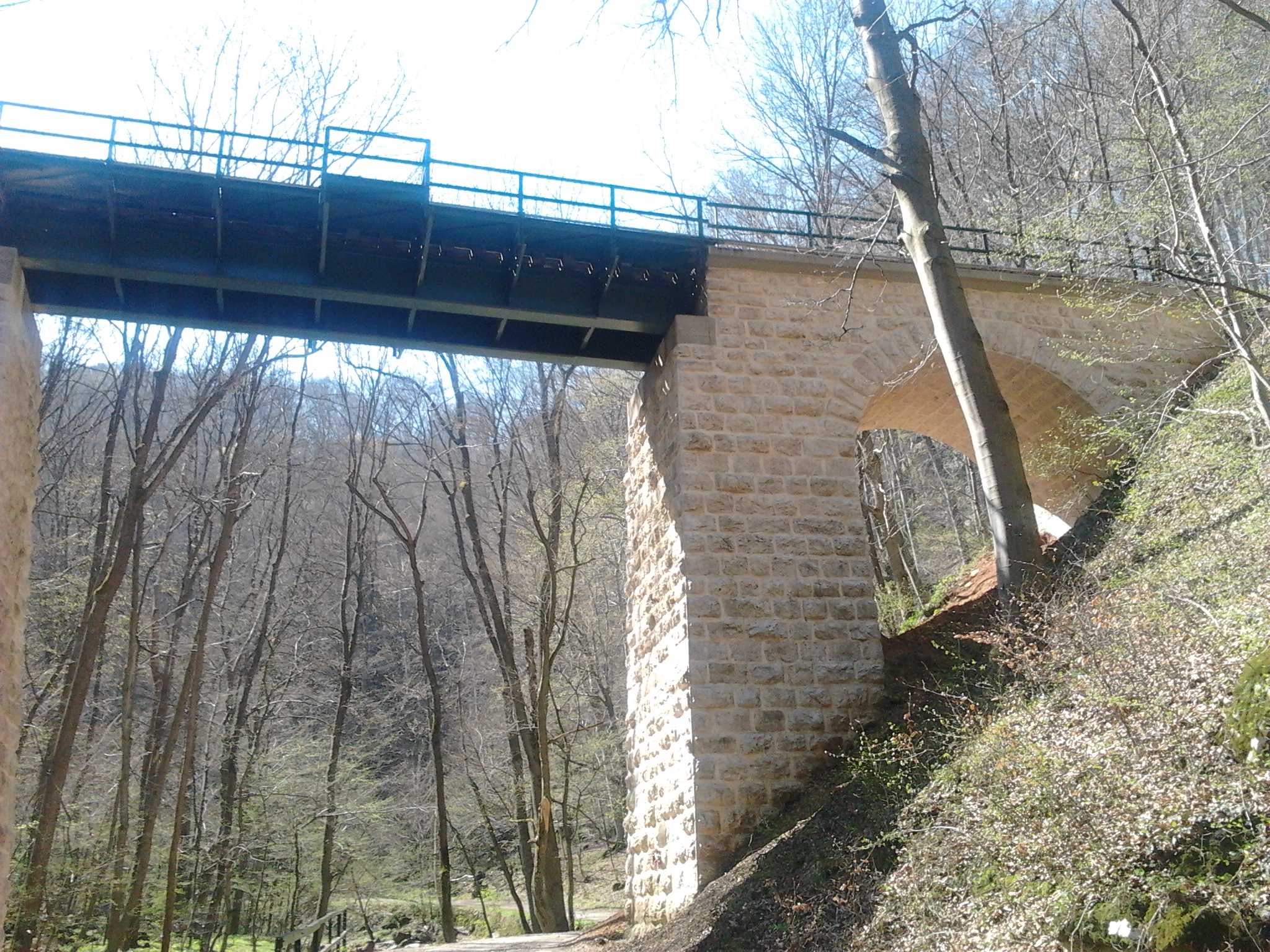
A Gubányi Károly völgyhíd
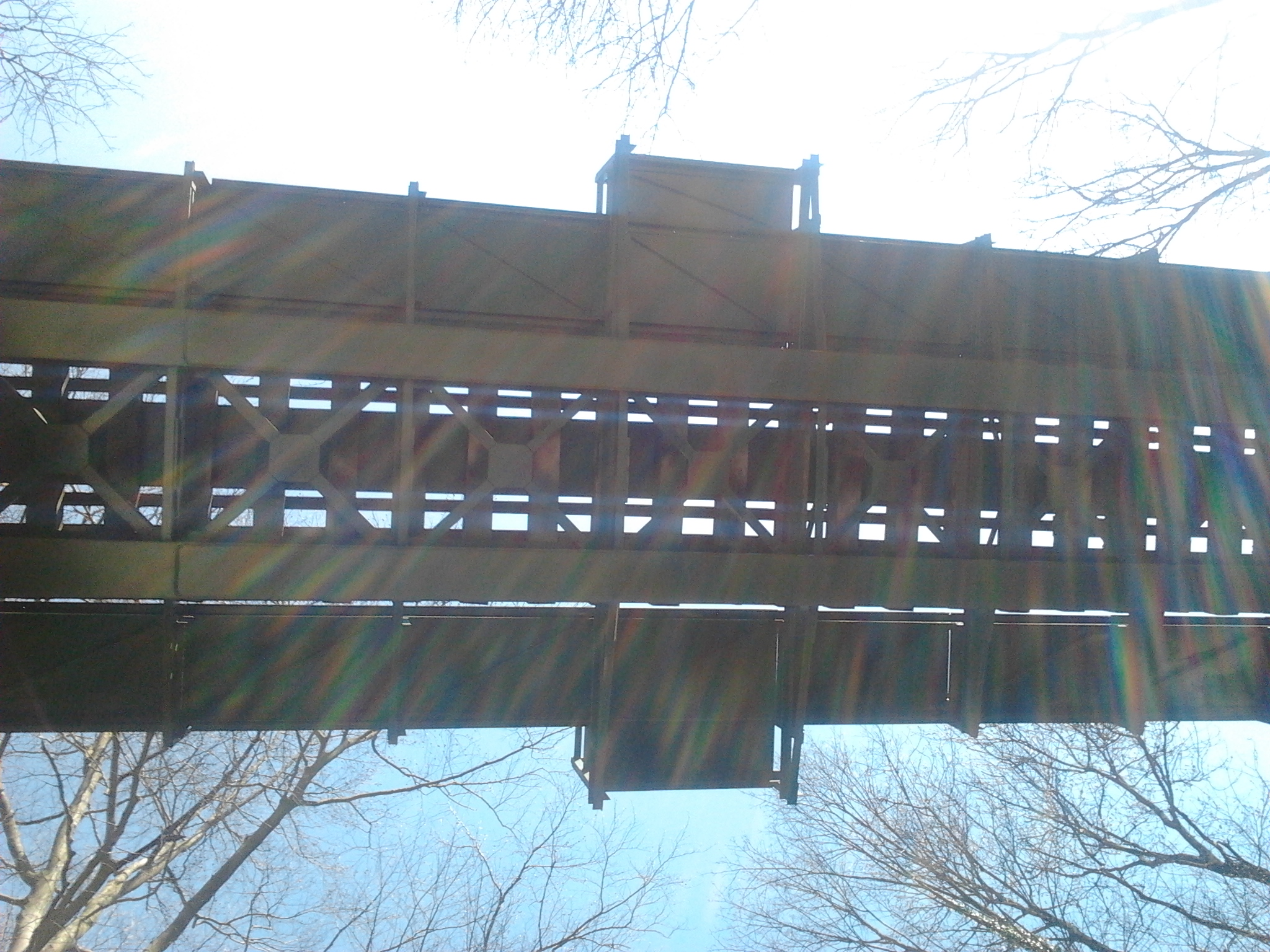
A Gubányi Károly viadukt alulnézetből
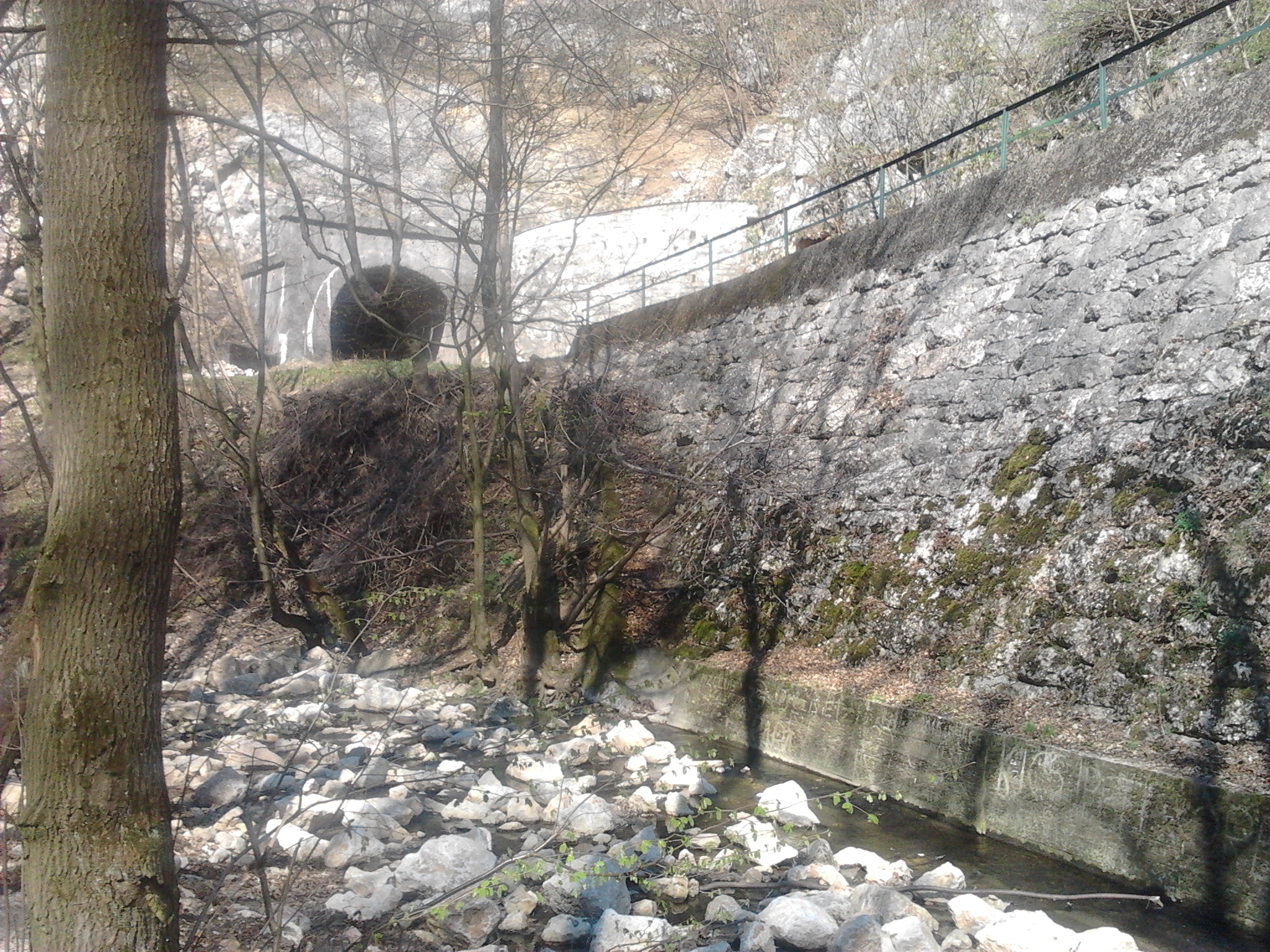
Vasúti alagút a Cuha-patak mellett
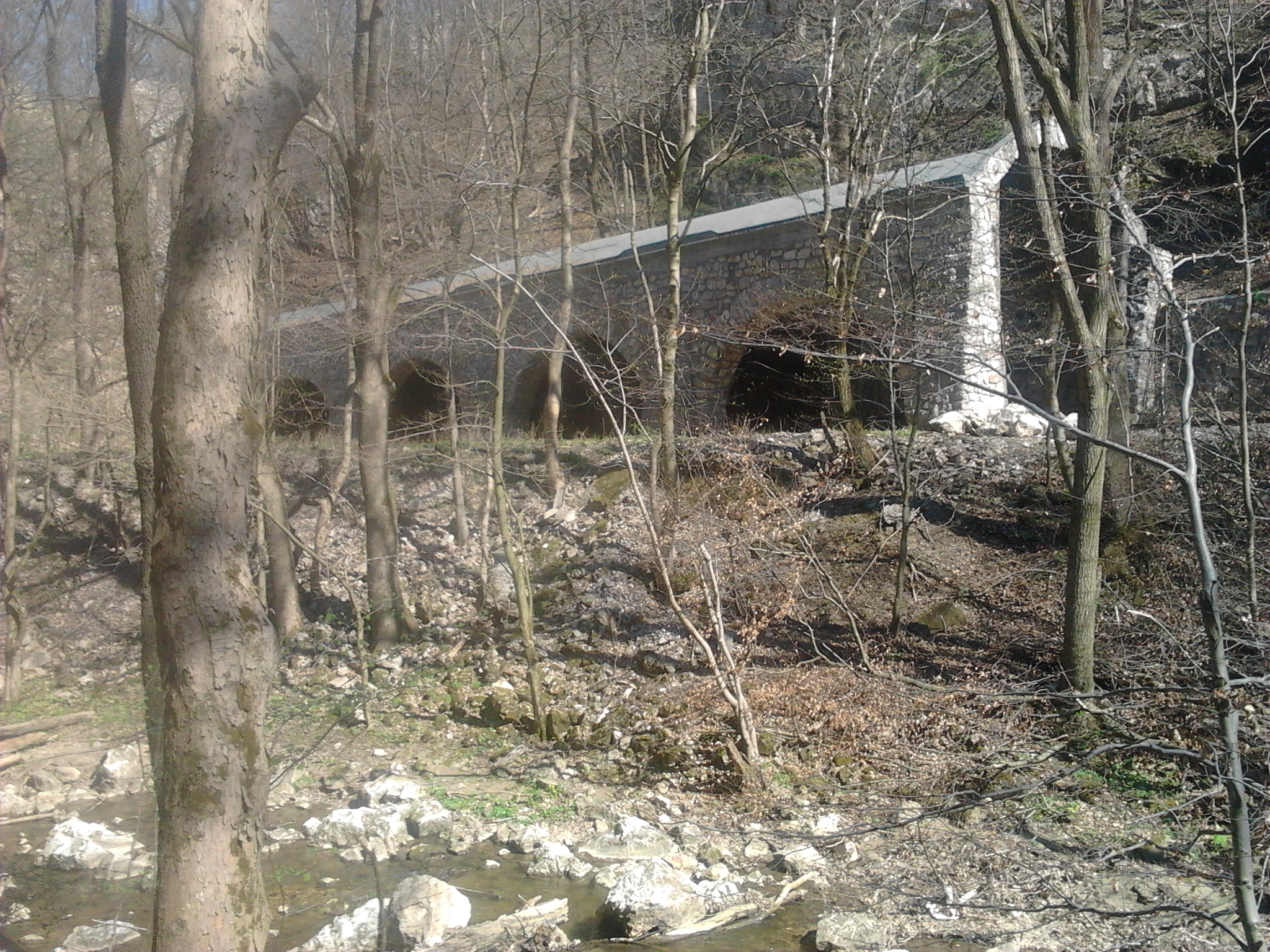
Az alsó-porvai alagút
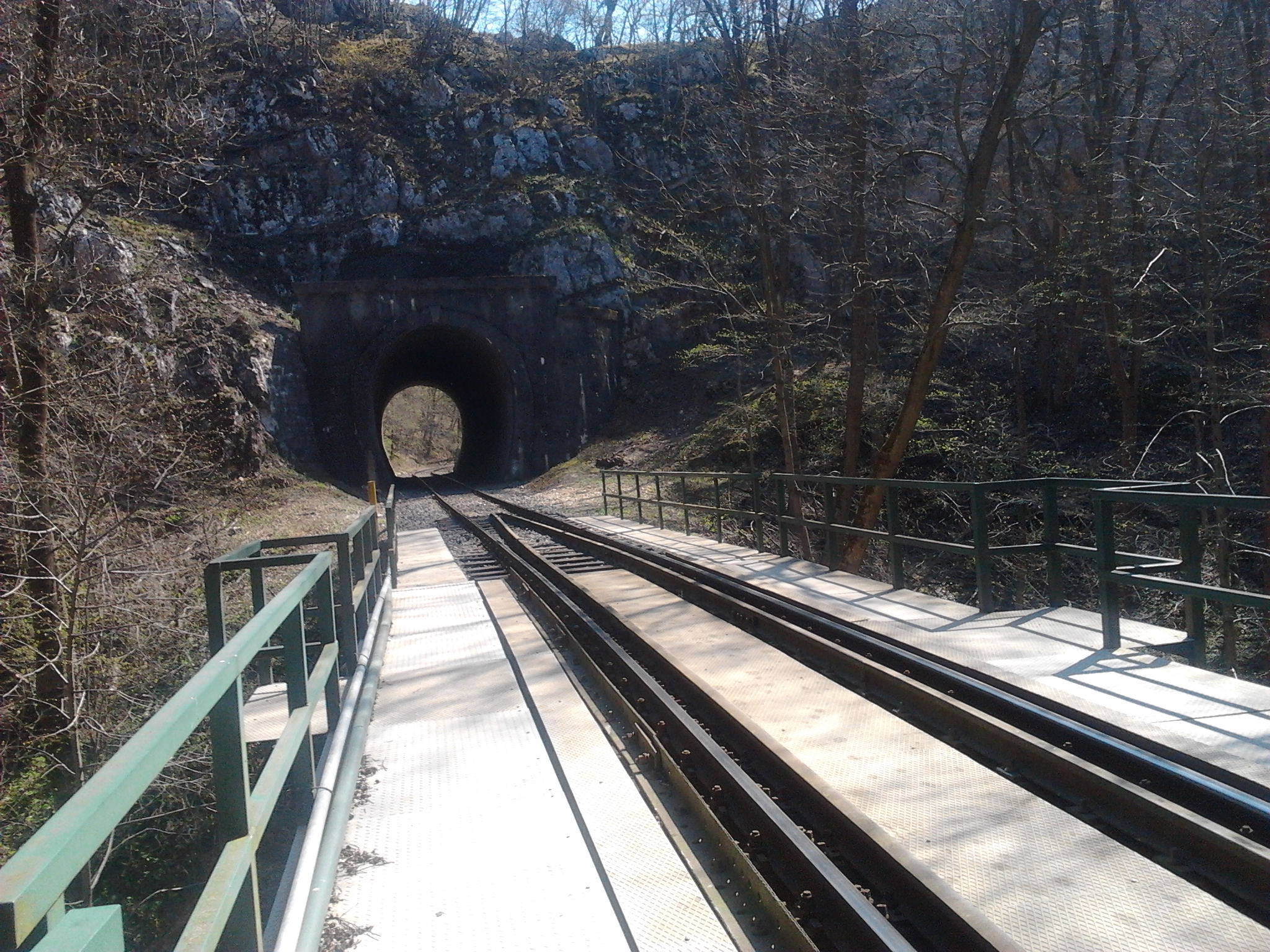
A porvai alagút
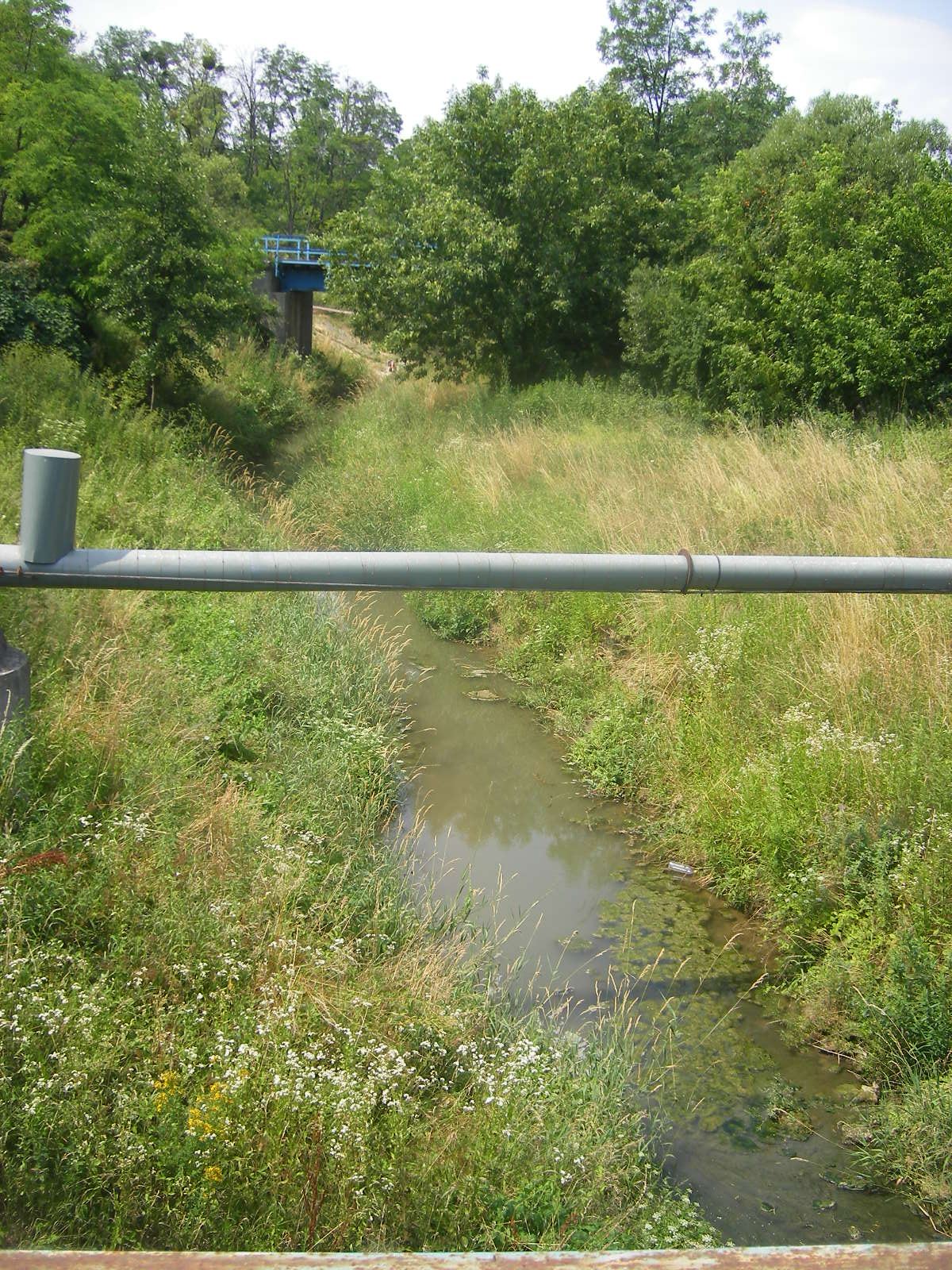
A Cuhai-Bakony-ér Bakonyszombathely és Bakonybánk között